# Солоне озеро (Запорізька область)
Соло́не о́зеро — озеро лагунного походження в Україні, в межах Приморського району Запорізької області.

## Розташування
Солоне озеро розташоване на південь від міста Приморська, на березі Азовського моря, від якого відокремлене піщаним пересипом.

## Опис
Довжина озера 2 км, ширина 0,5 км, глибина бл. 1 м, площа поверхні 1 км². Улоговина видовженої форми. Береги низькі та піщані, північні — підвищенні, глинисті. Живиться за рахунок фільтрації води через пересип. Температура води влітку до +30, взимку утворюється нестійкий льодовий покрив. Дно вкрито шаром лікувальної грязі чорного кольору, яку використовують для грязелікування. Біля берегів озеро заростає очеретом південним, осоками. У воді поширені червоні та зелені водорості, є безхребетні. На берегах озера — місця відпочинку.